# أغوستين كاتانيو
أغوستين كاتانيو (بالإسبانية: Agustín Cattaneo) (15 أغسطس 1988 ببوينس آيرس في الأرجنتين - ) هو لاعب كرة قدم أرجنتيني في مركز الدفاع. لعب مع تيغري وأتليتكو بلاتينسي ‏.

## وصلات خارجية
- أغوستين كاتانيو على موقع قاعدة بيانات كرة القدم.إي يو (الإنجليزية)
- أغوستين كاتانيو على موقع Soccerway.com (الإنجليزية)